# Baldwin Lonsdale
Balwin Jacobson Lonsdale (Mota Lava, 1950 - Port Vila, 17 de juny de 2017) va ser un polític i sacerdot anglicà vanuatià que va ocupar el càrrec de President de Vanuatu des del 22 de setembre de 2014 fins a la seva mort. Abans de ser president va ser secretari general de la província de Torba a l'illa de Mota Lava.